# Ronde van Noord-Holland 2006
Il Ronde van Noord-Holland 2006, sessantunesima edizione della corsa, valido come evento dell'UCI Europe Tour 2006 categoria 1.2, si svolse il 23 aprile 2006 su un percorso di 204,5 km. Fu vinto dall'olandese Kai Reus, che terminò la gara in 4h 48' 03" alla media di 42,59 km/h.
Dei 171 ciclisti alla partenza furono 86 a portare a termine la competizione.

## Ordine d'arrivo (Top 10)
| Pos. | Corridore          | Squadra      | Tempo    |
| ---- | ------------------ | ------------ | -------- |
| 1    | Kai Reus           | Rabobank C.  | 4h48'03" |
| 2    | Evgenij Popov      | Rabobank C.  | a 38"    |
| 3    | Robert Wagner      | Milram Cont. | s.t.     |
| 4    | Rieno Stofferis    | Sean Kelly   | s.t.     |
| 5    | Marco Bos          | Jo Piels     | s.t.     |
| 6    | Jos van Emden      | Rabobank C.  | s.t.     |
| 7    | Sipke Zijlstra     | B&E Cycling  | s.t.     |
| 8    | Michael Blanchy    | Jartazi      | s.t.     |
| 9    | Martin Prázdnovský | Sparebanken  | s.t.     |
| 10   | Robby Meul         | Jartazi      | s.t.     |